# Conus venulatus
Conus venulatus é uma espécie de gastrópode do gênero Conus, pertencente a família Conidae.

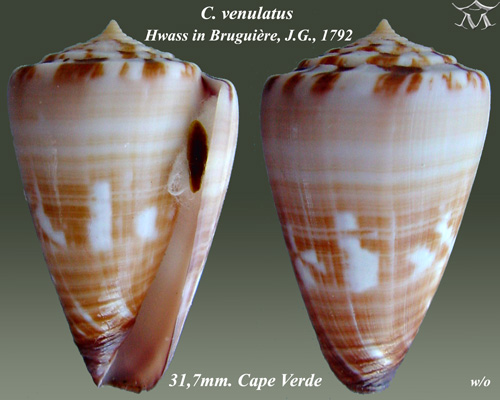